# Riccia cana
Riccia cana là một loài rêu trong họ Ricciaceae. Loài này được T. Durand ex Trab. mô tả khoa học đầu tiên năm 1942.
Danh pháp khoa học của loài này chưa được làm sáng tỏ. 